# Grafton (Nowy Jork)
Grafton – miasto w Stanach Zjednoczonych, w stanie Nowy Jork, w hrabstwie Houston.
Grafton wyróżnia się Pagodą Pokoju, zbudowaną przez buddyjski zakon Nipponzan Myohoji w 1993 roku.